# Svetlana Gannușkina
Svetlana Alexeievna Gannușkina (în limba rusă Светлана Алексеевна Ганнушкина), n. 1942, Moscova) este o luptătoare pentru drepturile omului din Rusia.
Este președintă a organizației de ajutorare a refugiaților „Ajutor Civil” (în limba rusă Гражданское содействие), și conducătoarea așa-numitei „Rețele a centrelor de consultație juridică pentru refugiați și expulzați” (în limba rusă Миграция и Право).

## Biografie
Svetlana Gannușkina este căsătorită și are un fiu și o fiică. În 1965 a absolvit secția de matematică a Universității din Moscova. Între 1968-1969 a lucrat la Institutul Superior de Construcția Utilajelor Chimice din Moscova. Între 1970- 2000 a predat la Institutul Superior de Istorie și Arhivare (actualmente „Universitatea Umanistă Rusă de Stat”, Moscova).

## Luptătoare pentru drepturile omului
Svetlana Gannușkina ajută de la sfârșitul anilor 1990 refugiații și expulzații. În ultimii 10 ani s-a ocupat îndeosebi de încălcarea sistematică a drepturilor omului în Cecenia, de unde se refugiază multe persoane în Rusia.
În 1990 Gannușkina a întemeiat împreună cu organizația „Ajutor Civil” prima organizație pentru drepturile omului din Rusia.
În 1996 înființează „Rețeaua centrelor de consultație juridică pentru refugiați și expulzați” în cadrul organizației „Memorial“.
Din octombrie 2002 este membră a Comisiei pentru Drepturile Omului a președintelui Federației Ruse.
În 2003 i s-a decernat Premiul pentru Drepturile Omului al filialei germane a organizației Amnesty International pe 2003.
Svetlana Gannușkina colaborează cu deputați ai Dumei ruse, în special la elaborarea legilor care îi afectează pe refugiați..